# Elezione del Presidente del Senato del 1948
L'elezione del presidente del Senato del 1948 per la I legislatura della Repubblica Italiana si è svolta l'8 maggio 1948.
Presidente provvisorio del Senato è Raffaele Caporali.
Primo presidente del Senato della Repubblica, eletto al I scrutinio, è Ivanoe Bonomi.

## L'elezione
Preferenze per Ivanoe Bonomi
| Scrutinio | Voti | Percentuale |
| --------- | ---- | ----------- |
| I         | 198  | 60,1%       |

## 8 maggio 1948

### I scrutinio
Per la nomina è richiesta la maggioranza assoluta dei votanti.
| Dati votazione | Dati votazione  |    | Nome                      | Nome | Voti |
| -------------- | --------------- | -- | ------------------------- | ---- | ---- |
| Presenti       | 330             |    | Ivanoe Bonomi             | 198  |      |
| Votanti        | 330             |    | Umberto Terracini         | 111  |      |
| Astenuti       | 0               |    | Giovanni Porzio           | 4    |      |
| Maggioranza    | 166             |    | Vittorio Emanuele Orlando | 1    |      |
|                |                 |    | Giovanni Battista Bertone | 1    |      |
|                | Giuseppe Canepa | 1  |                           |      |      |
|                | Schede bianche  | 14 |                           |      |      |
|                | Schede nulle    | 0  |                           |      |      |

Risulta eletto: Ivanoe Bonomi